# Maximilian Daublebsky von Sterneck
Maximilian Daublebsky von Sterneck zu Ehrenstein (ur. 14 lutego 1829 w Klagenfurcie, zm. 5 grudnia 1897 w Wiedniu) – oficer Kaiserliche und Königliche Kriegsmarine, dowódca marynarki i szef Departamentu Marynarki Ministerstwa Wojny Austro-Węgier. 

## Życiorys
Do Marynarki Wojennej Cesarstwa Austrii wstąpił w 1847 roku, a rok później został porucznikiem marynarki (niem. Linienschiff-fähnrich). W 1853 roku awansował do stopnia kapitana marynarki (niem. Linienschiffsleutnant). Brał udział w wojnie francusko-austriackiej. W 1866 roku, w stopniu komandora (niem.Linienschiffskapitän) wziął udział w wojnie wojnie prusko-austriackiej, jako dowódca okrętu pancernego SMS „Erzherzog Ferdinand Max”. W trakcie bitwy pod Lissą z pokładu jego okrętu zwycięską flotą austriacką dowodził adm. Wilhelm von Tegetthoff. Za udział w starciu został odznaczony Orderem Marii Teresy. W 1874 roku wypłynął, wraz z Johannem Wilczkiem, na spotkanie Juliusowi von Payer i Karlowi Weyprechtowi, którzy wracali z wyprawy na Biegun Północny. W 1883 roku cesarz Franciszek Józef I mianował go szefem Departamentu Marynarki Ministerstwa Wojny i awansował na stopień wiceadmirała. W 1888 roku otrzymał stopień admirała. W trakcie pełnienia funkcji szefa Departamentu Marynarki przyczynił się do utworzenia Flotylli Dunajskiej, wspierał rozwój broni torpedowej i doprowadził do zmodernizowania bazy marynarki w Poli. Zmarł w grudniu 1897 roku, a jego miejsce na stanowisku dowódcy C. K. Marynarki zajął adm. Hermann von Spaun.

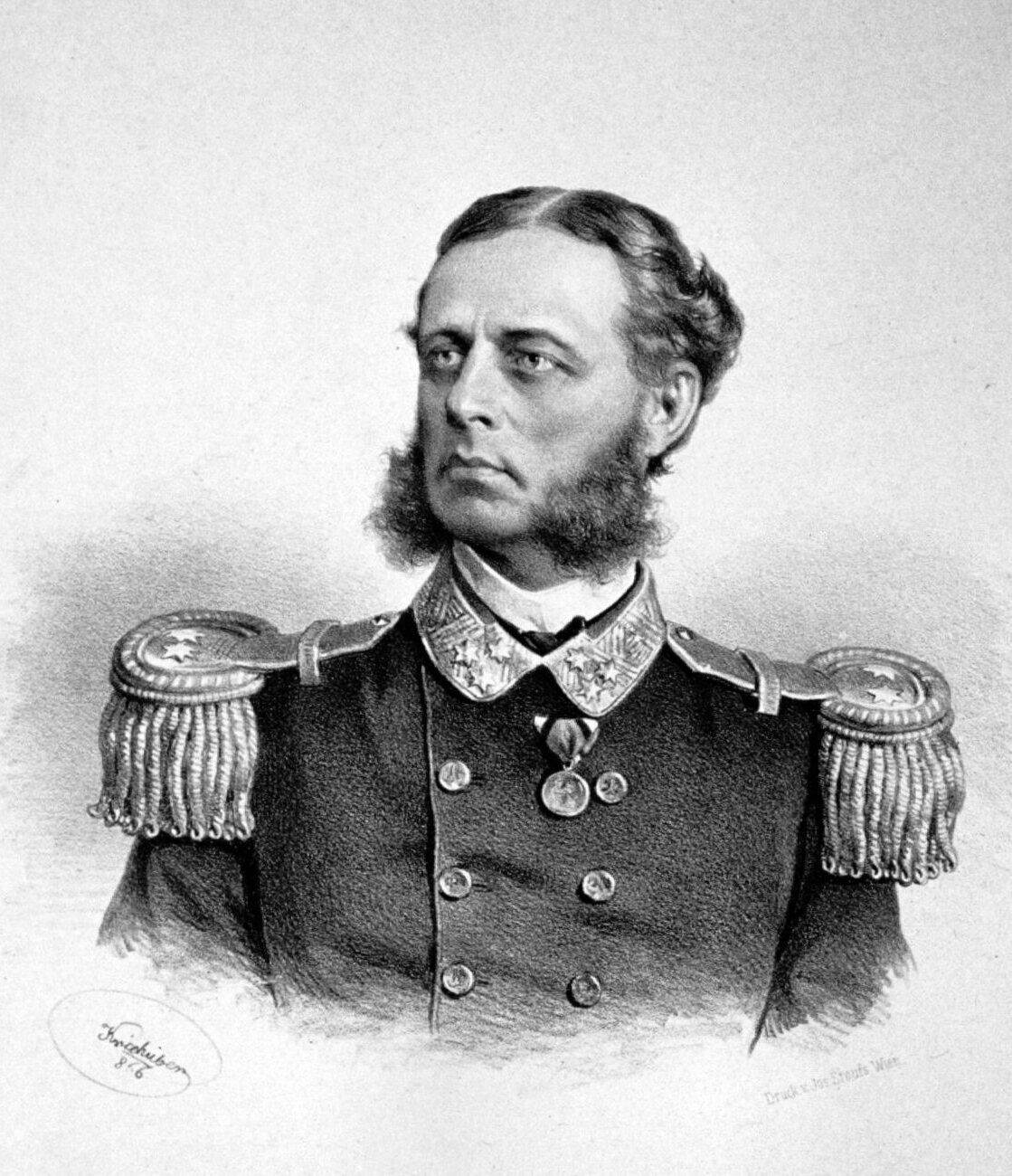
Komandor Maximilian Daublebsky von Sterneck w 1866 roku

## Odznaczenia
Odznaczenia adm. von Sterneck to między innymi:
- Krzyż Wielki Orderu Świętego Stefana
- Krzyż Wielki Orderu Leopolda
- Kawaler Orderu Korony Żelaznej I klasy
- Kawaler Orderu Leopolda z dekoracją wojenną
- Kawaler Orderu Marii Teresy
- Medal Zasługi Wojskowej na czerwonej wstędze
- Krzyż Wielki Orderu Orła Czerwonego (Prusy)
- Krzyż Wielki Orderu Danebroga (Dania)
- Krzyż Wielki Orderu Zasługi Cywilnej i Wojskowej (Toskania)
- Krzyż Wielki Zasługi Morskiej (Hiszpania)
- Krzyż Wielki Orderu Ernestyńskiego (Saksonia)
- Komandor Krzyża Wielkiego Orderu Miecza (Szwecja)
- Wielki Oficer Orderu Guadalupe (Meksyk)
- Wielki Komandor Orderu Zbawiciela (Grecja)
- Wielki Oficer Orderu Daniły I (Czarnogóra)
- Wielka Wstęga Orderu Osmana (Imperium Osmańskie)
- Komandor Legii Honorowej (Francja)
- Złote Promienie z Rozetą Orderu Wschodzącego Słońca (Japonia)